# Serena Daolio
Serena Daolio (*21.06.1972 en Capri, Italia) es una soprano italiana.

## Biografía
Después de ser entregada el diploma en el conservatorio Arrigo Boito en Parma, Daolio terminó sus estudios con la ayuda de Virginia Zeani y ganó el primer premio en las competiciones Masini y Zandonai.
Tuvo su debut en La Traviata con el papel protagonista y ganó la competición Primo Palcascenico en Cesena.
Ganó el premio Bruson en 2004 que fue entregado por Renato Bruson personalmente y en 2005 Daolio ganó el premio Francisco Viñas en Barcelona.
Su actuación en Pagliacci, dirigida por Giancarlo del Monaco, que fue representada en el Teatro Real de Madrid en 2007, ha sido su actuación más significante.

## Premios
- Francisco Viñas
- Zandonai
- Danzuso
- Capelli
- Alberto Pio
- Renato Bruson

## CD
- Romeo e Giulietta
- Marcella
- Re Lear

DVD
- Marcella

- Datos: Q275923